# Utgrävningstjärnen (Piteå socken, Norrbotten, 728440-171336)
Utgrävningstjärnen är en sjö i Piteå kommun i Norrbotten och ingår i Piteälvens huvudavrinningsområde. Sjön har en area på 0,0946 kvadratkilometer och ligger 264,3 meter över havet.

## Delavrinningsområde
Utgrävningstjärnen ingår i det delavrinningsområde (728463-171305) som SMHI kallar för Ovan 728453-171493. Medelhöjden är 296 meter över havet och ytan är 9,46 kvadratkilometer. Det finns ett avrinningsområde uppströms, och räknas det in blir den ackumulerade arean 25,29 kvadratkilometer. Brändån som avvattnar avrinningsområdet har biflödesordning 3, vilket innebär att vattnet flödar genom totalt 3 vattendrag innan det når havet efter 108 kilometer. Avrinningsområdet består mestadels av skog (61 procent). Avrinningsområdet har 0,36 kvadratkilometer vattenytor vilket ger det en sjöprocent på 3,8 procent.